# 健康市場マルエイ
健康市場マルエイ（英: healthy market Maruei）は、株式会社マルエイが熊本県玉名市に本店を置くスーパーマーケットである。熊本県内に13店舗、福岡県大牟田市に2店舗展開している。

## スローガン
- 豊かな暮らしを笑顔でお手伝い

## 沿革
- 1977年（昭和52年）4月 - 横島店開店
- 1988年（昭和63年）7月 - 有限会社マルエイショッピングセンターへ組織変更
- 1995年（平成7年）12月 - 天水店開店
- 1996年（平成8年）7月 - 伊倉店開店
- 1998年（平成10年）12月 - 天水店移転
- 1999年（平成11年）3月 - 天水店跡に惣菜部門を移転
- 1999年（平成11年）5月 - 岱明店開店
- 2000年（平成12年）12月 - 株式会社マルエイへ組織変更
- 2001年（平成13年）4月 - 岩崎店開店
- 2002年（平成14年）4月 - 築地店開店
- 2004年（平成16年）4月 - 長洲店開店
- 2007年（平成19年）4月 - 南関店開店
- 2007年（平成19年）4月 - 伊倉店に惣菜工場を併設移転
- 2008年（平成20年）3月 - 本部を玉名市松木に移転
- 2008年（平成20年）4月 - 大牟田店開店
- 2008年（平成20年）7月 - 八幡台店開店
- 2008年（平成20年）11月 - 本部物流センター稼動
- 2009年（平成21年）4月 - 伊倉店リニューアル
- 2009年（平成21年）6月 - 熊本北部店開店
- 2009年（平成21年）6月 - 生鮮ディスカウントストア南関店開店
- 2009年（平成21年）11月 - 大牟田南店開店
- 2010年（平成22年）4月 - 植木店開店
- 2011年（平成23年）4月 - 御船店開店
- 2011年（平成23年）11月 - 近見店開店
- 2012年（平成24年）2月 - 本部移転
- 2013年（平成25年）3月 - ハーモニー尾ノ上店開店
- 2013年（平成25年）6月 - 松橋店開店
- 2014年（平成25年）6月 - 六栄店開店
- 2014年（平成25年）11月 - 新長洲店開店
- 2019年（平成29年）3月 - 生鮮屋さん新外店　開店

## 店舗
玉名市などの熊本県北部に店舗が多い。また熊本市に4店舗、福岡県大牟田市に2店舗、その他熊本県内には宇城市と御船町に各1店舗を運営する。
熊本県
- 玉名市 - 横島店・天水店・伊倉店・岩崎店・築地店
- 玉名郡長洲町 - 長洲店・六栄店
- 荒尾市 - 八幡台店
- 熊本市北区 - 植木店・熊本北部店
- 熊本市南区 - 近見店
- 熊本市東区 - 尾ノ上店・生鮮屋さん新外店（スーパーキッド内）
- 上益城郡御船町 - 御船店（ショッピングプラザマイン内）
- 宇城市 - 松橋店

福岡県
- 大牟田市 - 大牟田店・大牟田南店